# Natillas
Natillas è un termine usato per indicare vari dolci nei paesi di lingua spagnola. In Spagna tale termine si riferisce a un piatto simile alla crema inglese, preparato con latte e uova. In Colombia non include le uova ed è chiamato natilla anziché natillas, e ciò che in altri paesi è chiamato natilla in Colombia prende il nome di manjar blanco.

## Spagna
In Spagna, le natillas sono un piatto simile alla crema inglese, preparato tipicamente con latte, zucchero, vaniglia, uova e cannella. Il piatto è preparato facendo bollire il latte a fuoco moderato e mescolandovi delicatamente le uova (spesso solo i tuorli) e altri ingredienti per creare una dolce crema inglese. Si distingue comunque per essere più ricca, per fare un uso generoso di cannella e per non usare il caramello.

## Colombia

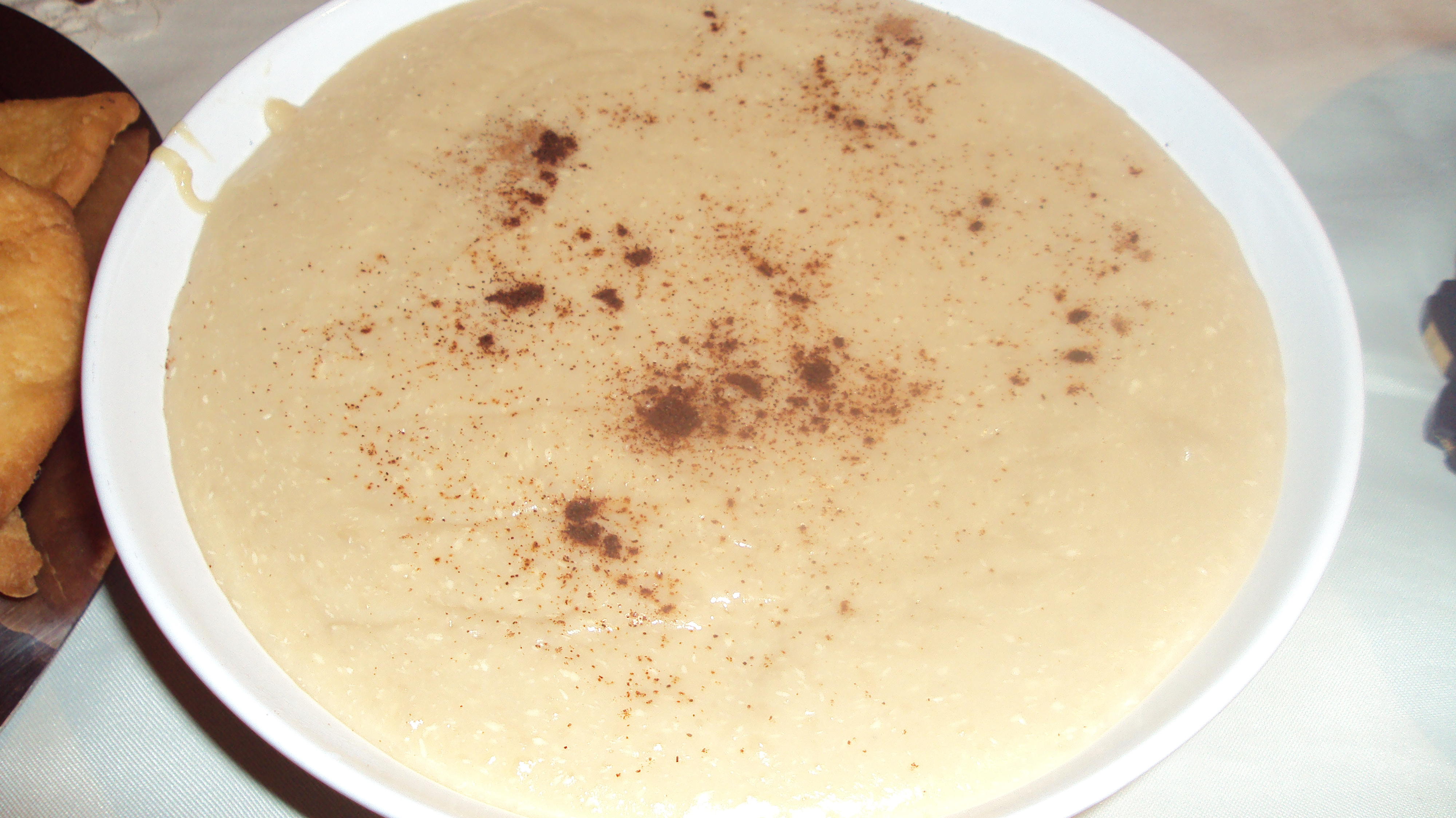
Piatto di natilla colombiana

In Colombia, la natilla è il più popolare piatto natalizio e viene servito con buñuelos (simili alle zeppole) e manjar blanco. Fra gli ingredienti vi è il latte, la panela (cubetti di zucchero di canna), cannella e farina o amido. Tradizionalmente alle persone piace aggiungere del cocco, ma è un ingrediente opzionale. Per guarnire si sparge della cannella in polvere sulla Natilla completata. Questo dolce si trova durante tutto il periodo natalizio, e i negozi di solito vendono delle natilla già pronte: nonostante ciò, una delle più note tradizioni natalizie colombiane è quella di fare la natilla in un falò improvvisato per le strade o nei cortili delle case.

## Perù
Questo termine è usato in Perù, specialmente nella città di Piura, per riferirsi al dulce de leche, una crema a base di latte e zucchero che viene fatta bollire fino a quando non è densa e lo zucchero si è caramellato in un ricco color marrone. Il peruviano manjar blanco è decisamente più simile alle natillas spagnole, eccetto per il fatto che è in qualche modo più denso e non contiene uova.

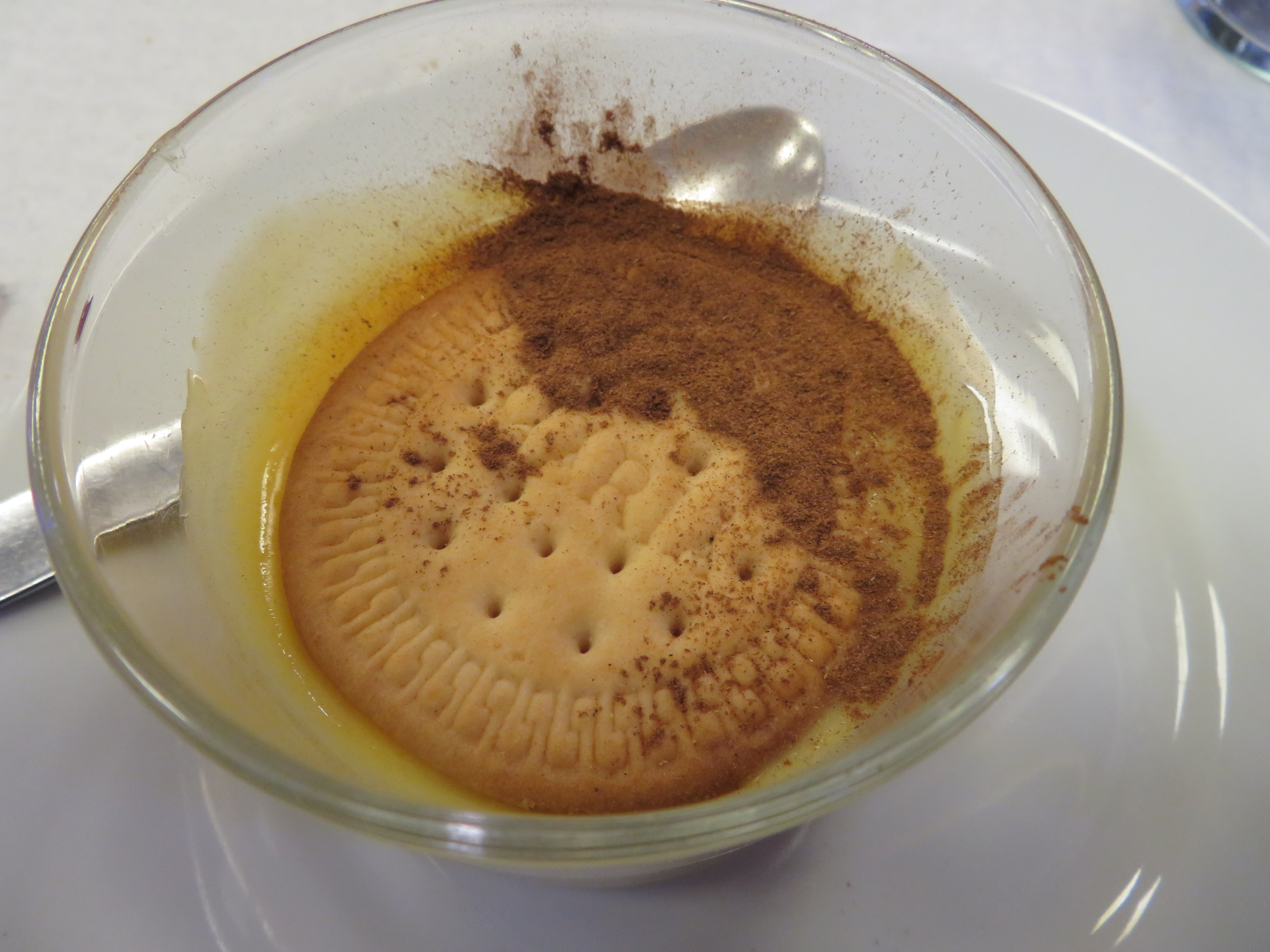
Crema pasticcera con biscotto Maria (Spagna).

## Messico e Nuovo Messico
Anche in Messico e Nuovo Messico è possibile trovare le natillas e somigliano a una versione più densa del dolce liquido chiamato Atole leche.